# Конгер (Минесота)
Конгер (енгл. Conger) град је у америчкој савезној држави Минесота.

## Демографија
По попису из 2010. године број становника је 146, што је 13 (9,8%) становника више него 2000. године.
| Група             | 2000.       | 2010.       |
| Белци             | 132 (99,2%) | 142 (97,3%) |
| Афроамериканци    | 1 (0,8%)    | 0 (0,0%)    |
| Азијати           | 0 (0,0%)    | 1 (0,7%)    |
| Хиспаноамериканци | 0 (0,0%)    | 0 (0,0%)    |
| Укупно            | 133         | 146         |